# Satterlyite
La satterlyite è un minerale.